# Anton Kirchner

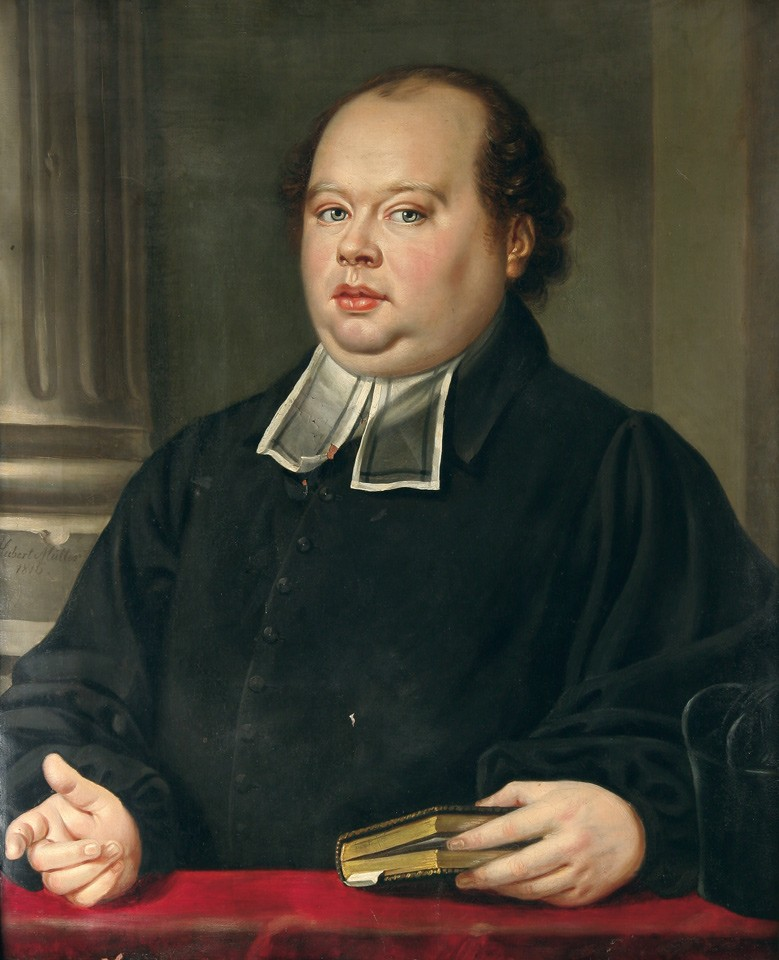
Kirchner 1816

Anton Kirchner (* 14. Juli 1779 in Frankfurt am Main; † 31. Dezember 1834 ebenda) war ein deutscher evangelischer Pfarrer, Historiker, Lehrer und Schulreformer.

## Leben und Werk
Kirchner war der Sohn eines Frankfurter Galanteriewarenhändlers. Nach dem Besuch des Städtischen Gymnasiums studierte er an der Universität Erlangen Theologie. Nach nur zweieinhalb Jahren wurde er mit einer Dissertation Ueber die Dämonologie der Hebräer vor dem babylonischen Exil zum Doktor der Theologie promoviert.
Er kehrte nach Frankfurt zurück und wurde Hauslehrer der Familie Manskopf, eines Weinhändlers, der das Haus Lichtenstein am Römerberg bewohnte. Außerdem wurde Kirchner als Lehrer an das Waisenhaus und als Prediger an die städtische „Anstalt für Irre und Epileptische“ berufen.

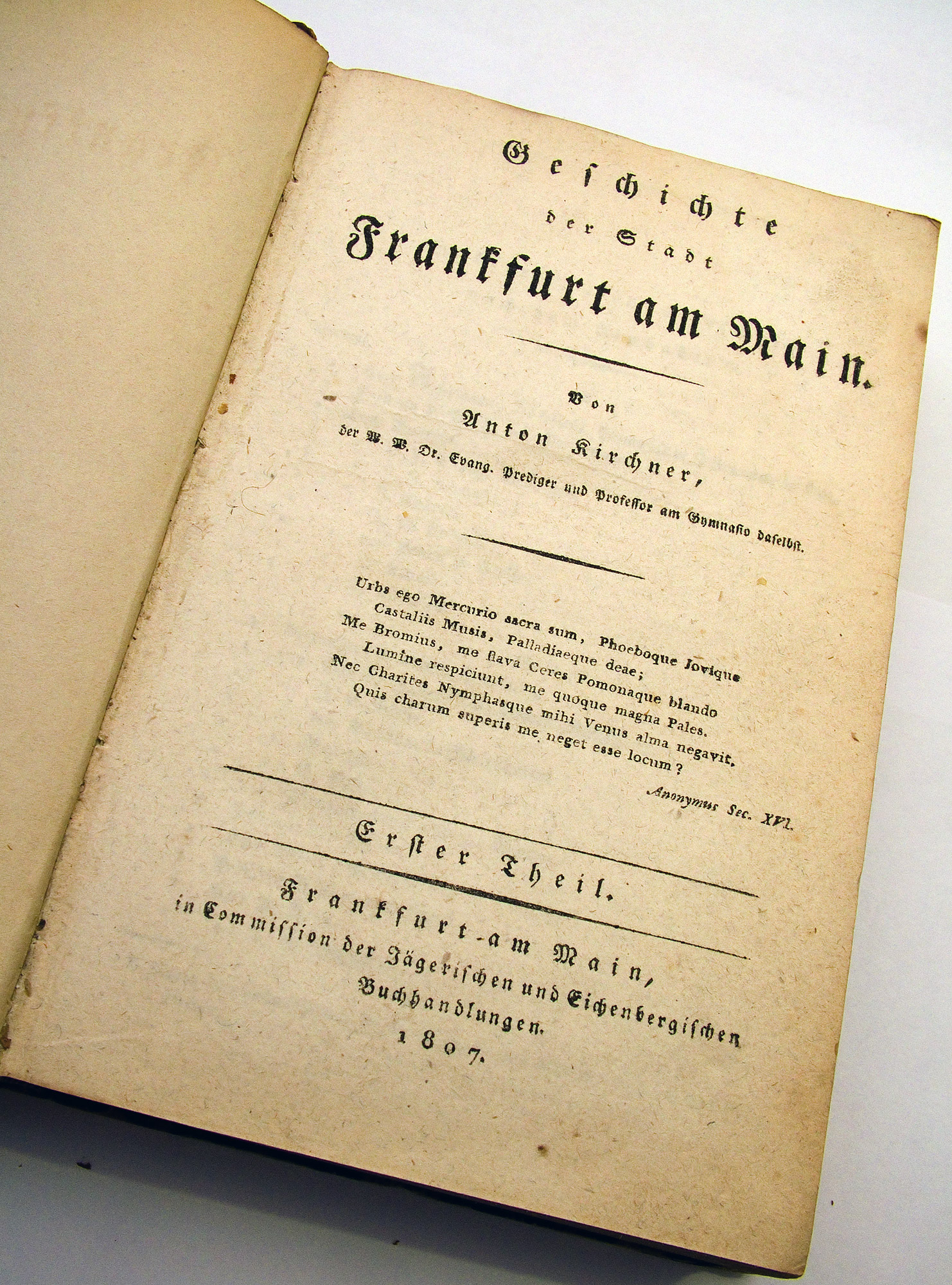
Titelblatt der Geschichte der Stadt Frankfurt am Main (1807)

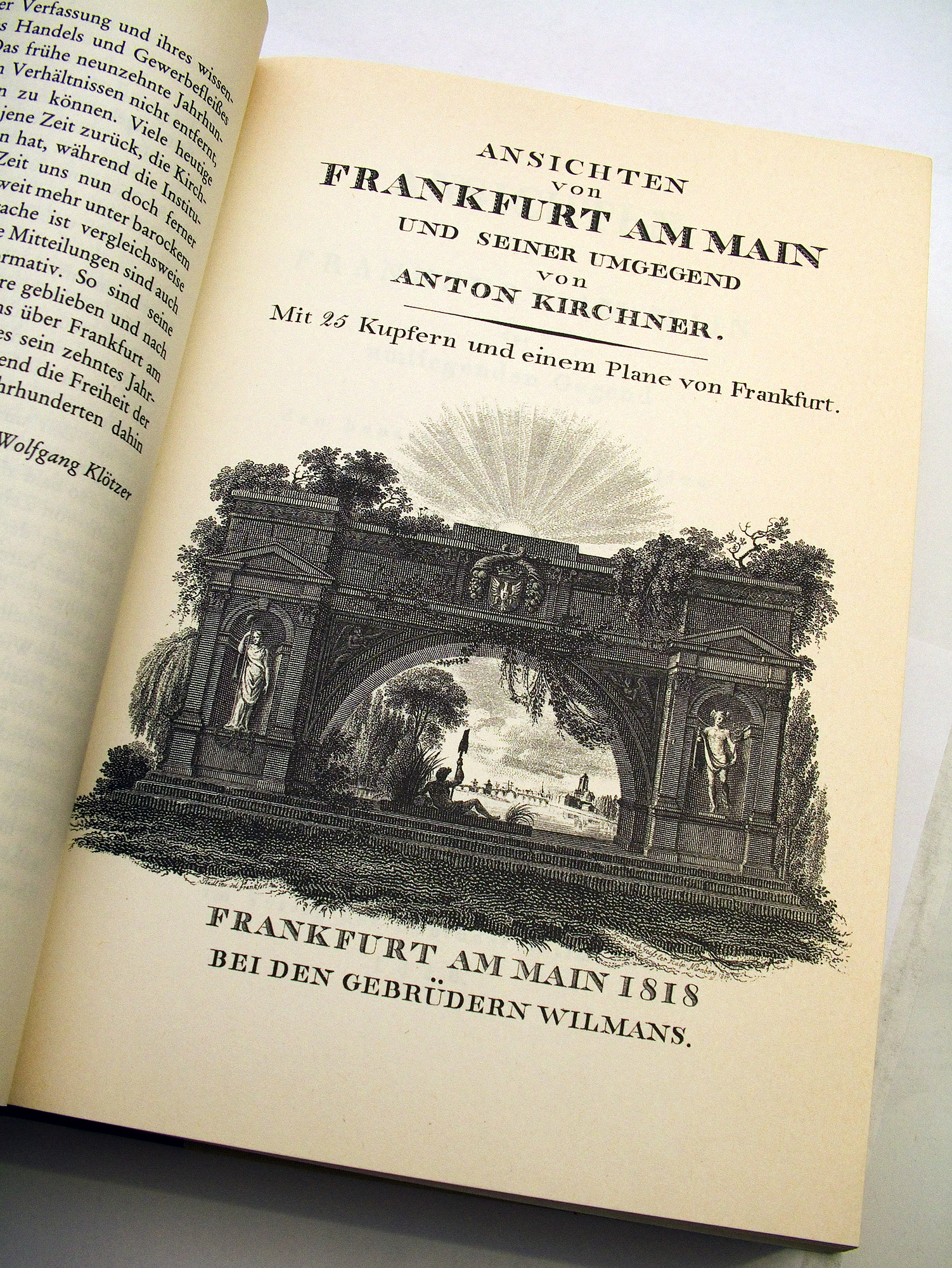
Titelblatt der Ansichten von Frankfurt am Main (1818, hier: Faksimile 1982)

Von 1801 bis 1811 war Kirchner Herausgeber des Bürgerblattes und von 1803 bis 1804 Redakteur des Frankfurter Journals. Im Jahr 1804 geriet er in einen Konflikt mit dem kaiserlichen Ministerresidenten in Frankfurt, dem Freiherrn von Wessenberg. Kirchner hatte in einem Zeitungsartikel die am 8. Juni 1804 geborene Tochter des Kaisers Franz II., Maria Anna von Habsburg-Lothringen (1804–1858) als Mädchen bezeichnet und nicht als Prinzessin. Er musste seine publizistische Tätigkeit daraufhin einstellen.

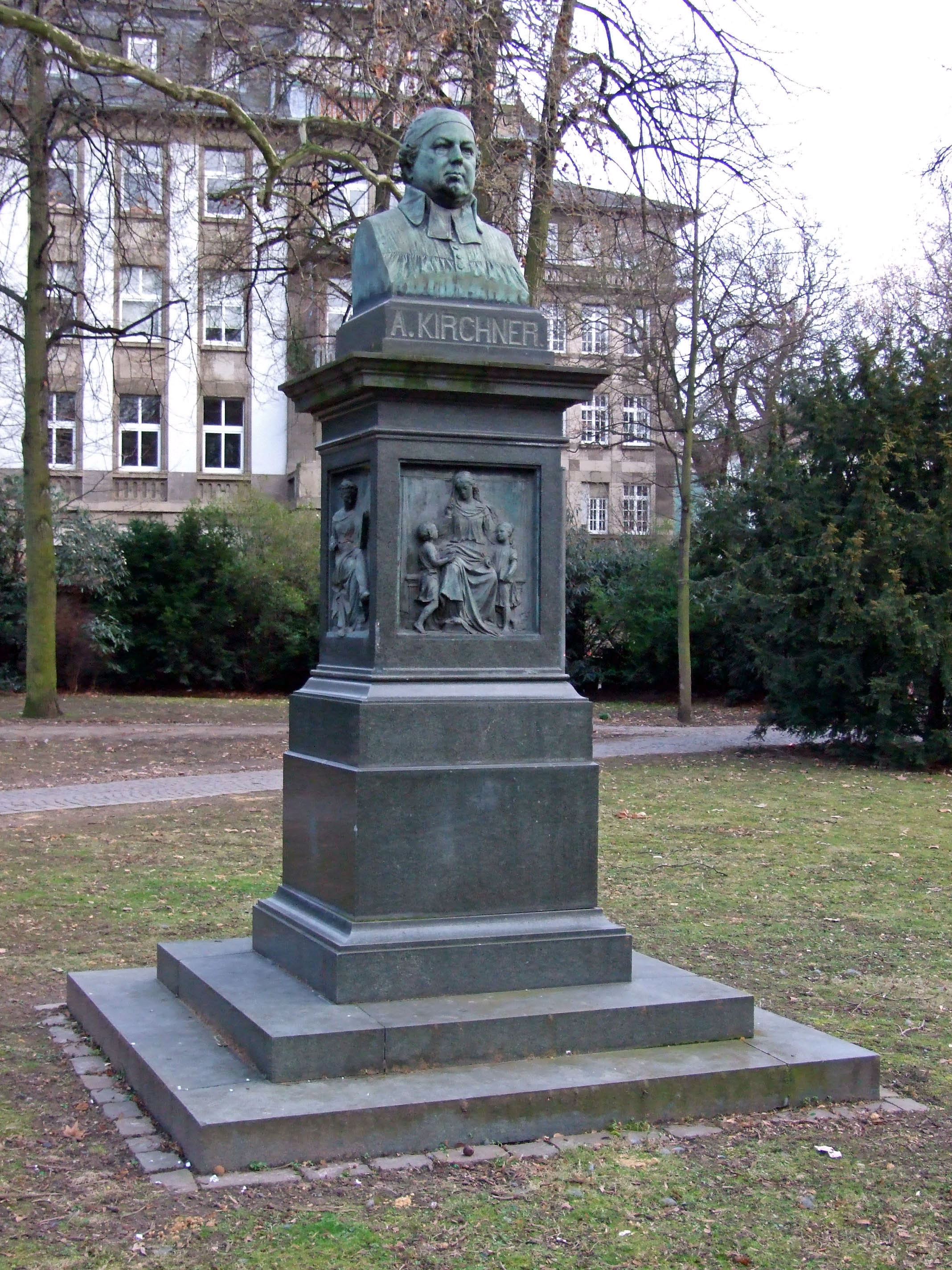
Denkmal Kirchners in der Eschenheimer Anlage

Ebenfalls im Jahr 1804 wurde Kirchner Pfarrvikar und zugleich Lehrer an der durch Wilhelm Friedrich Hufnagel gegründeten Musterschule, 1806 Professor für Religion, Kirchengeschichte und hebräische Sprache am Städtischen Gymnasium. Im Jahr 1807 wurde er Pfarrer an der Heiliggeistkirche, 1823 an der Katharinenkirche und 1833 an der neuerbauten Paulskirche, wo er am 9. Juni 1833 die Eröffnungspredigt hielt.
Kirchner war ein Vertreter des Theologischen Rationalismus und setzte sich für gesellschaftliche und soziale Reformen ein. 1807 wurde er in das Kollegium der Achtundzwanzig gewählt, das von Großherzog Carl Theodor von Dalberg mit der Vorbereitung und Durchführung von Reformen beauftragt war. Auch nach der Wiedergewinnung der städtischen Unabhängigkeit Ende 1813 wirkte Kirchner am Aufbau der Verfassungsorgane mit. Die liberalen Züge in der 1816 erlassenen Constitutions-Ergänzungs-Acte, der Verfassung der Freien Stadt Frankfurt, sind seinem Einfluss zu verdanken. Schon ein Jahr später zog er sich wieder aus der Politik zurück, weil er sich gegen die zunehmenden restaurativen Tendenzen mit seinen liberalen Auffassungen nicht durchsetzen konnte.
Seine bedeutendsten Beiträge leistete Kirchner als Historiker und Schulreformer. Seine in zwei Bänden 1807 und 1810 erschienene Geschichte der Stadt Frankfurt am Main ist die erste wissenschaftliche Auseinandersetzung mit der Frankfurter Geschichte und den vorhandenen Quellen; die früheren Chroniken beschränkten sich auf eine episodenartige Zusammenstellung historischer Begebenheiten.
Kirchner hat sein Werk jedoch nicht vollendet. Die zwei weiteren geplanten Bände, welche die Geschichte von 1612 bis 1806 behandeln sollten, wurden nie fertiggestellt. Hauptgrund dafür war die heftige Kritik, der er sich nach der Veröffentlichung der ersten zwei Bände ausgesetzt sah. 1809 und 1810 erschienen als massive Kritik in zwei Bänden die Vertrauten Briefe über die Kirchner'sche Geschichte von Frankfurt am Mayn von einem Halbwisser von Friedrich Siegmund Feyerlein. Die juristische Ausbildung Feyerleins schlug sich dergestalt nieder, dass er dabei nicht nur das eigentliche Werk, sondern darüber hinaus auch Kirchner sehr verletzend als Geistlichen und Lehrer verspottete.
Das erste Buch wies Kirchner noch 1809 mit dem Werk Anton Kirchner's Prüfung der Ansichten, Nachträge und Berichtigungen oder der vertrauten Briefe eines Halbwissers über die Geschichte von Frankfurt am Mayn zurück. Doch als 1815 auch noch von Seite des anerkannten Frankfurter Gelehrten Johann Karl von Fichard das 316 Seiten starke Werk Kritische Bemerkungen über den ersten, sowie den zweiten Theil von Anton Kirchners Geschichte der Stadt Frankfurt am Main erschien, gab er endgültig auf.
Im Jahr 1818 erschienen die Ansichten von Frankfurt am Main und seiner Umgegend, eine historisch-topographische Beschreibung von Frankfurt und zahlreicher im Vordertaunus gelegener Städte. Kirchner leistete mit dem zweibändigen Werk eine erstmals von barockem Schwulst befreite, aufgrund seines sprachlichen Geschicks höchst unterhaltsame Darstellung der Freien Stadt Frankfurt im frühen 19. Jahrhundert. Die Authentizität, mit der hier ein Gesamtbild des gesellschaftlichen Lebens einer Epoche geliefert wurde, ist in der Frankfurter Geschichtsschreibung selten wieder erreicht worden.
Zusammen mit 29 hochqualitativen, ganz vom klassizistischen Zeitgeschmack beherrschten Kupferstichen sind die Ansichten daher heute eines der meistgesuchten Frankfurter Ansichtenwerke überhaupt. Das Original wird zu Preisen von mehreren tausend Euro antiquarisch gehandelt, bezahlbare Nachdrucke sind in den Jahren 1926 und 1982 erschienen.
Im Jahr 1813 gründete Kirchner, noch unter Großherzog Dalberg, die Weißfrauenschule, die besonders für die Söhne der Handwerkerfamilien vorgesehen war. 1824 wurden unter seiner tatkräftigen Mitwirkung die seit 1804 begonnenen Reformen des Frankfurter Schulwesens vollendet. Die letzten aus dem Mittelalter stammenden Quartierschulen (Privatschulen mit städtischer Konzession, die vererbt und verkauft werden konnte) wurden aufgehoben und drei neue städtische Volksschulen sowie eine Mittelschule gegründet.
Kirchner galt als glänzender Prediger und volkstümlicher Festredner. Zeitgenossen beeindruckte er sowohl mit seiner ungeheuren Leibesfülle als auch mit Intelligenz und Witz. Goethe bemerkte am 6. Juni 1824 zu Kanzler Müller:

„Kirchners Kopf paßt nicht zu seinem Rumpf und Leib. Schleppte er nicht an letzterem eine so große Last herum, so würde er noch viel mehr Teufelszeug machen, noch viel lebendiger sein. Er ist ein kluger Schelm, der klügste in Frankfurt. Dort herrscht der krasseste Geldstolz, die Köpfe sind dumpf, beschränkt, düster. Da taucht nun auf einmal so ein Lichtkopf wie Kirchner auf!“

Wilhelm Hauff persiflierte ihn in seiner 1826 erschienenen Erzählung Mitteilungen aus den Memoiren des Satan in der Person des korpulenten Pfarrers Münster.

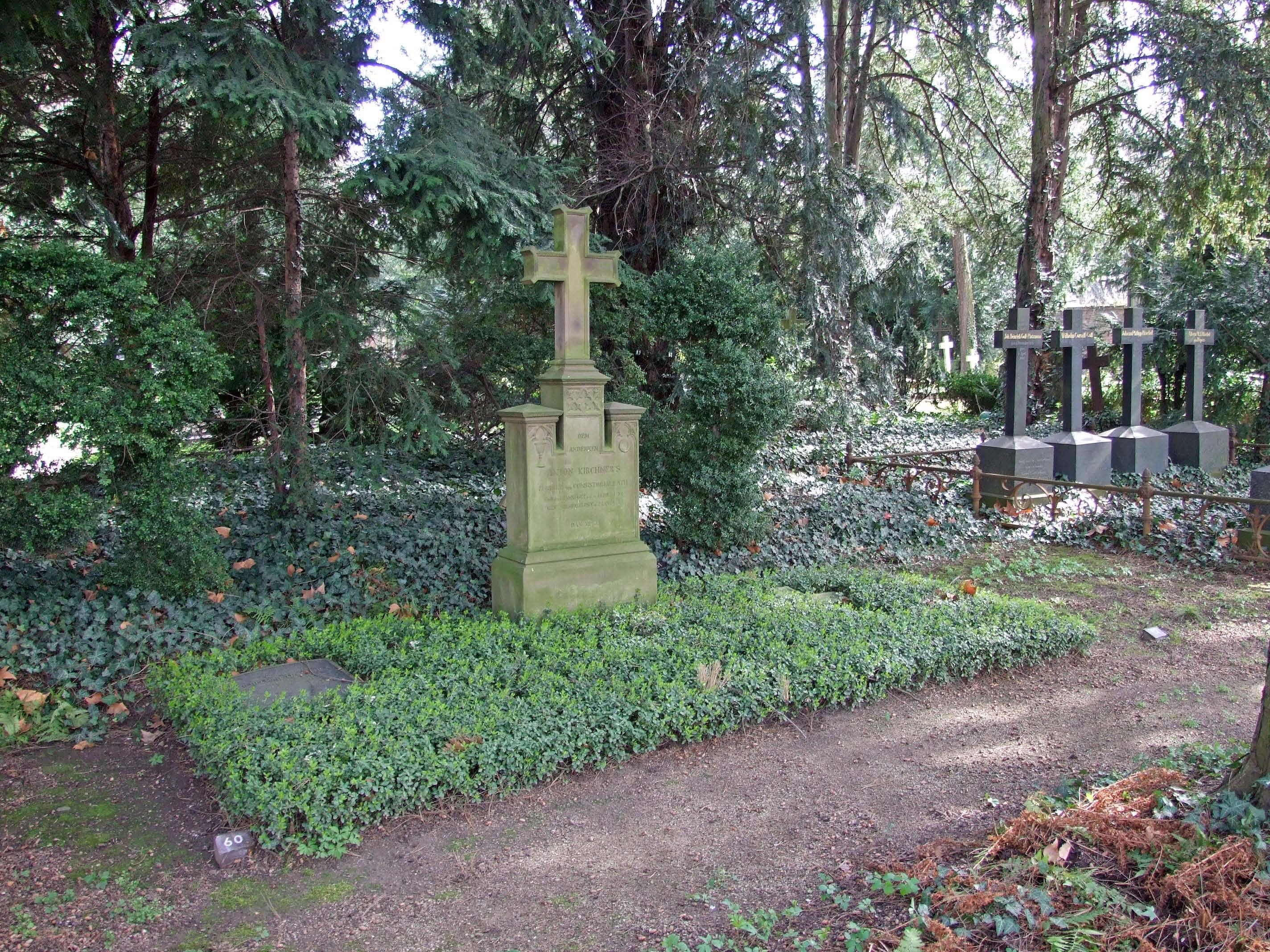
Grabstätte

Anton Kirchners Grab befindet sich auf dem Frankfurter Hauptfriedhof (Gewann D 60). Zu Kirchners hundertsten Geburtstag wurde 1879 am Scheffeleck in der Eschenheimer Anlage der Frankfurter Wallanlagen ein Denkmal gesetzt. Es trägt die Inschrift: Dem Geschichtsschreiber seiner Vaterstadt errichtet von seinen dankbaren Mitbürgern. Die Relieftafeln auf drei Seiten des Denkmals weisen auf Kirchners Tätigkeitsbereiche hin. Sie zeigen dreimal die Francofurtia als allegorische Verkörperung der Stadt: rechts die Ekklesia mit Kreuz und Bibel vor dem Turm der Katharinenkirche, als Symbol des Predigers; links die Klio mit Buch und Stift vor dem Domturm, als Symbol des Historikers; in der Mitte die Lehrmeisterin der Kinder, als Symbol des Pädagogen.
Nach Kirchner sind eine Schule im Frankfurter Stadtteil Bornheim und eine Straße in der Innenstadt benannt.

## Werke (Auswahl)
- Geschichte der Stadt Frankfurt am Main. Jäger und Eichenberg, Frankfurt am Main. Theil I, 1807 Google Book Search (pdf). Theil II, 1810 Google Book Search (pdf).
- Ansichten von Frankfurt am Main und seiner Umgegend. Friedrich Wilmans, Frankfurt am Main 1818. (Unveränderter Nachdruck: Weidlich, Frankfurt am Main 1982, ISBN 3-8035-1172-0).